# (13049) Butov
(13049) Butov (1990 RF17) – planetoida z grupy pasa głównego asteroid okrążająca Słońce w ciągu 4,13 lat w średniej odległości 2,57 j.a. Odkryta 15 września 1990 roku.